# John-Patrick Strauß
John-Patrick Strauß est un footballeur international philippin né le 28 janvier 1996 à Wetzlar en Allemagne. Il évolue au poste de milieu de terrain au Muangthong United.

## Carrière

### En club
En 2017, libre de tout engagement, il signe en faveur du Erzgebirge Aue. 

### En sélection
Son père est allemand alors que sa mère est philippine. Il se voit convoqué en septembre 2018 par la sélection des Philippines. Il joue son premier match avec cette équipe le 13 octobre 2018, lors d'une rencontre amicale contre Oman (1-1).
Il participe ensuite au championnat d'Asie du Sud-Est en fin d'année 2018. Lors de cette compétition, il joue quatre matchs. Les joueurs philippains s'inclinent en demi-finale face aux joueurs vietnamiens, qui remporteront le tournoi. Il dispute ensuite en janvier 2019 la Coupe d'Asie des nations organisée aux Émirats arabes unis. Lors de cette compétition, il joue deux matchs, contre la Corée du Sud (défaite 1-0), puis la Chine (défaite 0-3).